# 森齐什
森齐什（法語：Sentzich，法語發音：[zɛntsiʃ]；洛林法兰克语：Senzech、Sensisch）是法国摩泽尔省的一个旧市镇。1971年1月1日，森齐什并入市镇卡特农。

## 地理
森齐什（49°25'1.97"N, 6°15'30.38"E）位于法国大東部大區摩泽尔省，该省份为法国东北部内陆省份，是洛林的一部分，西南接默尔特-摩泽尔省，东临下莱茵省，北与卢森堡和德国接壤。
森齐什的时区为UTC+01:00、UTC+02:00（夏令时）。

## 行政
森齐什的邮政编码为57570，INSEE市镇编码为57646。

## 人口
森齐什于1968年时的人口数量为529人。